# فرانکو آندرئولی
فرانکو آندرئولی (ایتالیایی: Franco Andreoli; ۲ دسامبر ۱۹۱۵ – ۵ فوریهٔ ۲۰۰۹) بازیکن و مربی فوتبال اهل سوئیس بود.
از باشگاه‌هایی که در آن بازی کرده‌است می‌توان به باشگاه فوتبال لوگانو اشاره کرد.
وی همچنین در تیم ملی فوتبال سوئیس بازی کرده‌است.